# هانز فون بيرليبش
الكونت هانز هيرمان كارل لودفيغ فون بيرليبش (بالألمانية: Hans Hermann Carl Ludwig von Berlepsch) (29 يوليو 1850 - 27 فبراير 1915)، هو عالم طيور ألماني.
درست بيرليبش علم الحيوان في جامعة هاله. واستخدم ثروته الموروثة لرعاية جامعي الطيور في أمريكا الجنوبية، بما في ذلك جان كالينوسكي وهيرمان فون إهيرينغ. وقد تم بيع مجموعته المكونة من 55،000 طائر إلى متحف سينكنبرج في فرانكفورت بعد وفاته.
وتشمل الأنواع التي يتم بها إحياء ذكرى بيرليبش كل من الباروتية البرونزية، وتنام برلبشي.